# Oxychloe
Oxychloe là một chi thực vật có hoa trong họ Juncaceae.